# LGBT práva v Novém Jižním Walesu
Lesby, gayové, bisexuálové a translidé (LGBT) mají v australském státě Nový Jižní Wales téměř stejná práva a povinnosti jako heterosexuálové.

## Zákony týkající se stejnopohlavní sexuální aktivity
Konsensuální pohlavní styk mezi muži konaný v soukromí je v Novém Jižním Walesu legální od r. 1984. Pohlavní styk mezi ženami nebyl nikdy trestný. Legální věk způsobilosti k pohlavnímu styku je pro všechny sjednocený od r. 2003.

## Historická kriminalizace a perzekuce
Stejnopohlavní sexuální aktivita byla v Novém Jižním Walesu trestná podle sekce 79 trestního zákona z r. 1900 (Crimes Act 1900) (související ustanovení byla upravená v sekci 78), která říkala následující: "Kdo vykoná akt obscénnosti nebo bestiality s jiným člověkem nebo se zvířetem bude potrestán odnětím svobody v délce trvání 14 let." V r. 1951 se generální prokurátor Reg Downing za podpory policejního komisaře Colina Delaneyho, který se proslavil svojí aktivní nevolí vůči homosexualitě, rozhodl upustit od novely tohoto zákona, čímž "obscénnost" zůstala trestným činem, byla-li vykonána s nebo bez souhlasu druhé osoby, čímž se odstranila předešlá právní díra souhlasu.
Kampaň proti morální perzekuci (The Campaing Against Moral Persecution, dále jen C.A.M.P.) byla založená v září 1970 v Sydney a stala se tak první australskou organizací za práva gayů. C.A.M.P. stála v pozadí vzůrstající akceptace australských gay a lesbických komunit. 
24. června 1978 uskutečnila skupina gay aktivistů ranní protestní průvod napříč Sydney s připomenutím Stonwallských nepokojů, které se odehrály v New Yorku v červnu 1969. Přestože organizátoři získali povolení, byla jejich akce rozehnaná policisty. Třiapadesát demonstrujících bylo zatčeno. Ačkoli byla většina obvinění nakonec zrušena Sydney Morning Herald publikoval jména všech zatčených, čímž je proti jejich vůli vyoutoval jak rodině a přátelům, tak i zaměstnavatelům, čímž se velká část z nich stala nezaměstnanými, neboť homosexualita zůstala v Novém Jižním Walesu až do r. 1984 trestným činem. Stejná událost se pak konala v dalších letech a nyní je známá jako Sydney Gay and Lesbian Mardi Grad, který v r. 2008 oslavil 30. výročí. Po prvním pochodu hrdosti zaznamenal Nový Jižní Wales od začátku 70. let do konce 90. let tucty homofobních vražd, z nichž téměř 30 zůstalo nevyšetřeno. Důvodem byla policejní neochota vyšetřit tyto případy kvůli přetrvávajícímu homofobnímu klimatu a nedostatečné důvěře LGBT komunity.
Nový Jižní Wales se prvně pokusil provést reformu gay práv prostřednictvím 'novely trestního zákona, části o sexuálních deliktech z r. 1981' předloženou labouristickým poslancem Georgem Petersenem v dubnu 1981. Jejím cílem byla dekriminalizace konsensuálních homosexuálních aktů mezi dospělými. Nicméně i přes podporu generálního prokurátora, Franka Walkera, Mladých labouristů a většinové podpoře reformy byla nakonec zamítnuta převažujícím katolicky orientovaným politickým křídlem, které se po jejím předložení aktivně snažilo zamezit tomu, aby byla zařazená jako pevný bod programu jednání Zákonodárného shromáždění za pomocí mluvčího Laurieho Kellyho, který rozhodnul tuto novelu neprojednat. Své stanovisko nezměnil kvůli obavám z vyloučení ze strany. V reakci na to se v listopadu 1981 rozhodl Petersen zpracovat svůj vlastní poslanecký návrh obsahující dekriminalizaci homosexuálních aktů v Novém Jižním Walesu, včetně rovného věku způsobilosti k pohlavnímu 16 let. Nicméně po prvním čtení byl odložen na žádost odpůrců této zákonné reformy, kteří svůj postoj nehodlali vůbec změnit. Když se návrh dostal do druhého čtení většinová opozice se proti němu napříč celým politickým spektrem spojila a díky své nadpoloviční většině jej zamítla v poměru hlasů 67 k 28. V 80. a 90. letech bylo Sydney centrem útoků z nenávisti na homosexuály, zločinů z nenávisti a vražd, z nichž většina zůstala nevyřešená. Toto se následně stalo předmětem politického vyšetřování známého pod názvem 'Operations Taradale', jehož účelem získat bližší informace o policejních metodách v té době, jakož i homofobních náladách ve společnosti i v policejních řadách.

### Legalizace mužské homosexuality
Když v r. 1984 sestavil novou vládu Neville Wran, došlo k předložení dalšího poslaneckého návrhu 'novela trestního zákona 1984', která eventuálně dekriminalizovala v Novém Jižním Walesu homosexuální akty. Návrh byl sice v politickém spektru podporován, ale bez souhlasného hlasování labouristů. Díky spolupráci s opozicí, včetně jejího vůdce Nicka Greinera, se jej nakonec podařilo 22. května prosadit. Toto souhlasné stanovisko bylo potvrzeno 8. června 1984. Tato reforma proběhla bez sjednoceného věku způsobilosti k pohlavnímu styku (16 let pro heterosexuály a lesby, 18 let pro gaye). Ten se sjednotil až o 19 let později v květnu 2003, kdy Nový Jižní Wales provedl revoluční reformu trestního zákona z r. 1900, jejímž součástí bylo i právě ono sjednocení věku způsobilosti.

## Souhrnný přehled
| Legální stejnopohlavní styk                                                 | (mužský legální od r. 1984; ženský nebyl nikdy trestný)        |
| Stejný věk legální způsobilosti k pohlavnímu styku                          | Yes                                                            |
| Zákony proti homofobní diskriminaci                                         | Yes                                                            |
| Zákony proti transfobní diskriminaci                                        | Yes                                                            |
| Zákony proti homofobním zločinům z nenávisti                                | [ 17 ] [ 18 ]                                                  |
| Zákony proti transfobním zločinům z nenávisti                               | No                                                             |
| Gayové mají právo na výmaz z trestního rejstříku                            | Yes                                                            |
| Zrušení odlišného zacházení se sexuálními menšinami v trestněprávní oblasti | Yes                                                            |
| Stejnopohlavní páry jsou státem uznávány jako domácí partneři               | Yes                                                            |
| Adopce dítěte partnera                                                      | Yes                                                            |
| Společná adopce dětí stejnopohlavními páry                                  | Yes                                                            |
| Automatické rodičovství lesbické partnerky při asistované reprodukci        | Yes                                                            |
| Přístup k umělému opolodnění pro lesbické ženy                              | Yes                                                            |
| Zákaz praktikování konverzní terapie na dětech a mladistvých                | No                                                             |
| Stejnopohlavní manželství                                                   | (2017)                                                         |
| MSM smějí darovat krev                                                      | (1roční zkušební lhůta vyžadována - platí pro celou Austrálii) |
| Změna kolonky pohlaví v rodném listě                                        | (Požadovaný chirurgický zásah a rozvod stávajícího manželství) |